# Modernacris guentheri
Modernacris guentheri är en insektsart som först beskrevs av Willy Adolf Theodor Ramme 1941.  Modernacris guentheri ingår i släktet Modernacris och familjen Pyrgomorphidae. Inga underarter finns listade i Catalogue of Life.